# Fahad Awadh
Fahad Awadh Shaheen Shehan (arabe : فهد عوض) (né le 26 février 1985 à Koweït City au Koweït) est un footballeur international koweïtien, qui évolue au poste de défenseur.

## Biographie

### Carrière en club
Avec le club d'Al Koweït, il remporte à trois reprises la Coupe de l'AFC.

### Carrière en sélection
Avec l'équipe du Koweït, il possède 63 sélections, avec 2 buts inscrits, depuis 2005. 
Il figure dans le groupe des sélectionnés lors des Coupes d'Asie des nations de 2011 et de 2015.

## Palmarès
Al Koweït
| - Championnat du Koweït (4) : - Champion : 2005-06, 2006-07, 2007-08 et 2012-13. - Vice-champion : 2005, 2009-10, 2011 et 2011-12. - Coupe du Koweït (1) : - Vainqueur : 2009. - Finaliste : 2004, 2010 et 2011. - Coupe Crown Prince du Koweït (3) : - Vainqueur : 2008, 2010 et 2011. - Finaliste : 2004, 2005, 2006 et 2009. |  | - Coupe de la Fédération du Koweït (2) : - Vainqueur : 2010 et 2012. - Finaliste : 2008. - Supercoupe du Koweït (1) : - Vainqueur : 2010. - Finaliste : 2008 et 2009. - Coupe de l'AFC (3) : - Vainqueur : 2009, 2012 et 2013. - Finaliste : 2011. |